# 심바이어니즈 해방군

심바이어니즈 해방군(Symbionese Liberation Army, SLA)은 1973년부터 1975년까지 활동한 미국의 소규모 전투 극좌 조직이었다. 이 조직은 전위당론이라고 주장됐다. FBI와 광범위한 미국 법 집행 기관은 SLA를 미국 좌파에서 등장한 최초의 테러 조직으로 간주했다. 1974년 5월 로스앤젤레스에서 경찰과 총격전을 벌여 멤버 6명이 사망했다. 살아남은 도망자 세 명은 새로운 회원을 모집했지만 거의 모두 1975년에 체포되어 기소되었다.
SLA 회원에 대한 추적과 기소는 2003년까지 지속되었으며, 이때 또 다른 도망자였던 전 회원인 사라 제인 올슨(Sara Jane Olson)이 유죄 판결을 받고 캘리포니아 카마이클에서 SLA에 의해 1975년 은행 강도 사건과 관련된 2급 살인 혐의로 선고되었다.
1973년부터 1975년까지 존재하는 동안 이 단체는 최소 2명을 살해하고, 무장 은행 강도, 폭탄 테러 시도, 1974년 신문 상속녀 패티 허스트 납치 사건 등 기타 폭력 범죄를 저질렀다. 대변인은 탈옥한 죄수 도널드 디프리즈(Donald DeFreeze)였지만 패트리샤 솔티시크(Patricia Soltysik)와 낸시 링 페리(Nancy Ling Perry)는 그룹 리더십을 공유하는 것으로 여겨졌다.
1973년 11월, 이전에 알려지지 않았던 SLA는 오클랜드 공립학교의 흑인 교육감인 마커스 포스터(Marcus Foster)를 암살하고 그의 부교육감인 로버트 블랙번(Robert Blackburn)에게 부상을 입혔다. 이 살인 사건은 SLA를 지역 급진적 공동체로부터 멀어지게 했다.
처음부터 이 소그룹은 압도적으로 백인 회원들로 구성되었다. 테로 휠러(Thero Wheeler)가 1973년 10월 폭력 계획에 동의하지 않고 떠난 후 디프리즈는 SLA의 유일한 흑인 회원이었다. 조 레미로(Joe Remiro)는 뉴욕 타임스의 1974년 2월 기사에서 백인으로 묘사된 치카노였다. 그는 1973년 해체되기 전까지 라틴계 활동가 그룹인 벤세레모스(Venceremos)에서 한동안 활동했다.